# لوبیلو بوبا
لوبیلو بوبا (انگلیسی: Lobilo Boba؛ زادهٔ ۱۰ آوریل ۱۹۵۰) بازیکن فوتبال اهل جمهوری دموکراتیک کنگو بود.
از باشگاه‌هایی که در آن بازی کرده‌است می‌توان به باشگاه فوتبال ویتا اشاره کرد.
وی همچنین در تیم ملی فوتبال زئیر بازی کرده‌است.